# بحث تربوي
البحث التربوي (بالإنجليزية: Educational research)‏ يشير إلى مجموعة متنوعة من الأساليب التي تقيم جوانب مختلفة من التربية والتعلم والتعليم. مثلا، على سبيل المثال لا الحصر: تعلم الطلاب، طرائق التدريس، وتدريب المعلمين، وديناميات الفصول الدراسية. 
اتفق الباحثون في التربية على ضرورة أن تجرى الأبحاث التربوية بطريقة صارمة ومنهجية إلا أنهم في كثير من الأحيان ما زالوا يتناقشون على دلالات ومعنى هذا الاتفاق.
وهناك مجموعة متنوعة من التخصصات التي تتواجد إلى حد ما في البحث التربوي. وتشمل هذه المجالات علم النفس وعلم الاجتماع والأنثروبولوجيا، والفلسفة. التداخل في التخصصات يخلق مجموعة واسعة من المنهجيات التي يمكن استخلاصها من هذا التداخل.
ويجب تفسير نتائج البحث التربوي ضمن السياق الذي تم اكتشافها بها إذ قد لا تكون قابلة للتطبيق في كل زمان أو مكان.

## الخصائص
حدد غاري أندرسون في كتابه بعنوان «أساسيات البحوث التربوية» عشرة خصائص تشرح مجال البحث التربوي. بالنسبة له، البحث التربوي:
1. يحاول حل المشكلة.
2. ينبني على جمع بيانات جديدة من مصادرها الأساسية أو استخدام بيانات موجودة لأغراض جديدة.
3. يستند على التجارب التي يمكن ملاحظتها أو على الأدلة التجريبية.
4. يتطلب دقة في الملاحظة والوصف.
5. يوظف، عادة، إجراءات مصممة بعناية وتعتمد التحاليل الدقيقة.
6. يشدد على تطوير مبادئ أو تعميمات أو نظريات التي تساعد على الفهم أوالتنبؤ أو التحكم.
7. يتطلب خبرة أو معرفة في المجال، الكفاءة في المنهجية؛ ومهارة تقنية في جمع وتحليل البيانات.
8. يجاهد للوصول إلى هدف محدد، وإيجاد حل لمشكلة من دون التحيز، ولا يألوا جهدا للتحقق من صحة الإجراءات المتبعة.
9. هو نشاط متعمد يعتمد التؤدة في إتباع توجه إلى الهدف ولكن، في كثير من الأحيان، يطور المسألة أو المشكلة أو الأسئلة مع تقدم البحث.
10. يوثق بعناية ويتم تداول المعلومات مع أشخاص آخرين الذي لهم اهتمام بنفس موضوع البحث.

## النهج
هناك نهجين رئيسيين معتمدين في البحوث التربوية. الأول هو النهج الأساسي، ويسميها البعض بنهج البحث الأكاديمي. والنهج الثاني هو البحث التطبيقي أو نهج البحوث العقدي. ولكل من النهجين تأثرات وأغراض مختلفة التي تؤثر على طبيعة البحوث ذات الصلة.

### النهج الأساسي
النهج الأساسي، أو الأكاديمي، يركز على البحث عن الحقيقة أو على تطوير نظرية تربوية. الباحثون في هذا النهج «يصممون الدراسات التي تختبر أو تصقل أو تعدل أو تطور نظريات». وبشكل عام، يتبع الباحثون مؤسسة أكاديمية ويقومون بتنفيذ هذا البحث كجزء من عملهم في الدراسات العليا أو الدكتوراه.

### النهج التطبيقي
يسمى المسعى الجاد وراء المعلومات التي يمكن تطبيقها مباشرة بالمنهج التطبيقي أو بالبحوث التعاقدية. يحاول الباحثون في هذا المجال إيجاد حلول لمشاكل تعليمية قائمة. هذا النهج هو نهج نفعي لأنه يسعى للعثور على المعلومات التي من شأنها أن تنفع بشكل مباشر الممارسة التربوية وعادة ما يكفل عمل الباحثين جهات تكون مسؤولة عن تلبية احتياجات البحث وبالمقابل تستفيد من نتائج البحث. والهدف من هذا البحث هو «تحديد مدى فعالية تطبيقات مبادىء ونظريات تعليمية عن طريق اختبار الفرضيات ضمن إعدادات معينة».

### مقارنة بين النهجين
يحدد الجدول التالي مقارنة قام بها غاري أندرسون بين النهج الأساسي (الأكاديمية) والنهج التطبيقي (التعاقدي):
|    | بحث أساسي (أكاديمي)                                                                             | بحث تطبيقي (تعاقدي)                                                                                       |
| -- | ----------------------------------------------------------------------------------------------- | --- |
| 1  | ترعاه وكالة ملتزمة باستنهاض المعرفة بشكل عام.                                                   | تموله وترعاه وكالة تهتم بنتائج البحث.                                                                     |
| 2  | تكون النتائج ملك للمجتمع ومجتمع البحوث.                                                         | تكون النتائج ملك الممول.                                                                                  |
| 3  | تعتمد الأبحاث على سمعة الباحثين وتكون تحت سيطرتهم التامة.                                       | تلتزم الأبحاث باختصاصات صريحة وضعها الممول لتلبية احتياجاته.                                              |
| 4  | عموما، تستند مخصصات الميزانية على اقتراحات الباحثين كما تترك عمليات المحاسبة للباحثين أنفسهم.   | يتحكم الممول بكل إجرآت المساءلة الميزانية وترتبط بالشروط المتفق عليها من جهة المرجعية والوقت، والمنهجيات. |
| 5  | تعتمد إجراءات البحث على 'حسن النية' بين الممول والباحث.                                         | يكون البحث تعاقدي بين الراعي والباحث.                                                                     |
| 6  | ينتهي البحث بنتائج واستنتاجات، ونادرا ما يعطي توصيات إلا بتلك المتعلقة بإجراء المزيد من البحوث. | يتضمن نتائج البحث توصيات تطبق للعمل.                                                                      |
| 7  | يميل إلى توسعة مجال معرفة علمية.                                                                | بحكم طبيعته، يميل إلى أن يكون متعدد التخصصات.                                                             |
| 8  | وتركز عادة على مجموعة واحدة من الفرضيات القابلة للقياس.                                         | في كثير من الأحيان يحلل آثار خيارات السياسات البديلة.                                                     |
| 9  | ترتبط قواعد اتخاذ القرارات بالاختبارات نظرية ذات دلالات إحصائية.                                | ترتبط قواعد اتخاذ القرارات باتفاقيات مسبقة بين الباحثين والجهة الممولة للبحث.                             |
| 10 | تكون لغة وتوجه تقارير البحث نحو باحثين آخرين متخصصين في نفس المجال.                             | تكون لغة وتوجه تقارير البحث نحو الأشخاص العاديين.                                                         |

## المنهجية
أساس البحوث التربوية هو المنهج العلمي. يعتمد المنهج العلمي بطرح أسئلة محددة وبالتلاعب بالمتغيرات بطريقة منهجية لإيجاد معلومات حول عملية التدريس والتعلم. وفي هذا السياق تتم الإجابة على الأسئلة المطروحة من خلال تحليل البيانات التي يتم جمعها خصيصا لغرض الإجابة على هذه الأسئلة. تطرح الفرضيات ومن ثم تثبت في وقت لاحق أو يتم نفيها عن طريق البيانات التي تؤدي إلى خلق فرضيات جديدة. ويستخدم نوعين رئيسيين من أنواع البيانات هما البيانات الوصفية والبيانات الكمية.

### البحث الوصفي
يستخدم البحث الوصفي البيانات ذات طبيعة وصفية لا إحصائية. ومن الأدوات التي يستخدمها الباحثون التربويون في البحث الوصفي هي: الملاحظة، إجراء المقابلات، وإجراء تحليل الوثيقة، وتحليل منتجات المشاركين في البحث مثل المجلات والصور، واليوميات أو المدونات.

### أنواع البحث الوصفي
- دراسة حالة[1][2]
- الاثنوغرافيا[1][2]
- بحوث الظواهر[1][2]
- بحوث السرد[1]
- البحوث التاريخية[2]

### البحث الكمي
البحث الكمي يستخدم البيانات العددية ويقوم على افتراض أن الأرقام تصف واقع واحد. وتطبق في كثير من الأحيان الإحصائيات للعثور على العلاقات بين المتغيرات.

### أنواع البحث الكمي
- بحث المسح الوصفية[1]
- البحث التجريبي[1]
- البحث الموضوعي المفرد[1]
- البحث المقارن السببي[1]
- البحث العلائقي[1][2]
- التحليل التلوي[1]

### الجمع بين المناهج
هناك مدرسة فكرية جديدة تعتبر أن هذه المشتقات من المناهج العلمية هي تقليلية لدرجة كبيرة ولا تمثل الحقيقة. وبما أن البحوث التربوية تشتمل على تخصصات كثيرة مثل علم النفس وعلم الاجتماع والأنثروبولوجيا والعلوم والفلسفة وتعتمد على أعمال منجزة في طائفة واسعة من السياقات فقد اقترح أن على الباحثين استخدام «نهوج بحوث وبنى نظرية متعددة». وهذا يعني استخدام مزيج من الأساليب الكمية والنوعية وكذلك منهجية مشتركة من المجالات المذكورة أعلاه. في مجال البحوث الاجتماعية يسمى هذا الجمع بالتثليث (العلوم الاجتماعية وتتلخص هذه الفكرة بشكل جيد من خلال عمل بارو في نصه بعنوان «مقدمة لفلسفة التعليم»:
«وبما أن المسائل التعليمية هي من أنواع ومنطقية متعددة، فمن المتوقع الاعتماد على أنواع مختلفة من البحث في مناسبات مختلفة. ولا يجب أن يقتصر السؤال، بالتالي، عما إذا كان سيعتمد البحث التربوي على المنهج الكمي... أو المنهج الوصفي... ولكن يجب إيجاد جواب عن السؤال حول أي نوع من البحوث يجب أن تستخدم للنظر في هذا الجانب من التدريس بدلا من ذاك».

### أنواع المناهج المختلطة
- بحوث إجرائية[1]
- تقييم البرامج[1][2]

## النتائج
استجابةً للاهتمام المتزايد بإمكانية تكرار النتائج التجريبية في العلوم والطب، نشرت دورية الباحث التربوي في عام 2014 مراجعة لتاريخ النشر الكامل لـ 100 دورية تربوية ذات أعلى عوامل تأثير لمدة خمس سنوات والتي وجدت أنه من بين 164589 مقالة نُشرت، كانت 221 مقالة فقط (أو 0.13%) عبارة عن محاولات تكرار للدراسات السابقة. كانت 28.5% فقط من دراسات التكرار عبارة عن تكرار مباشر وليس تكرارًا مفاهيميًا (أي استخدام طريقة تجريبية مختلفة لاختبار نفس الفرضية). تم إجراء 48.2% من التكرارات بواسطة نفس فريق البحث الذي أنتج الدراسة الأصلية، وعندما نشر نفس فريق البحث دراسات التكرار في نفس المجلات، نجحت 88.7% من التكرارات بينما نجحت 70.6% فقط عند نشرها في دورية مختلفة. عندما حاول باحثون مختلفون تكرار النتائج، نجحت 54% فقط من التكرارات.
اعتبارًا من ديسمبر 2021، من بين أكثر من 300 دورية نفسية وطبية أخرى، اعتمدت المجلة البريطانية لعلم النفس التنموي، والمجلة البريطانية لعلم النفس التربوي، والمجلة الكندية لعلم النفس المدرسي، والأطفال الاستثنائيون، والحدود في التعليم، ومجلة الطفل الموهوب الفصلية، ومجلة تعليم الموهوبين، ومجلة الأكاديميين المتقدمين، ومجلة الإدراك والتنمية، ومجلة علم النفس التربوي، ومجلة علم النفس التجريبي: التعلم والذاكرة والإدراك، ومجلة البحوث الطبية على الإنترنت، ومجلة الإدراك العددي، ومجلة البحث في القراءة وتعلم اللغة والتعلم والتدريس والعقل والدماغ والتعليم والدراسات العلمية للقراءة، لمراجعة الأقران دون النظر إلى النتائج (أي حيث يتم قبول الدراسات ليس على أساس النتائج وبعد الانتهاء من الدراسات، ولكن قبل إجراء الدراسات وعلى أساس الدقة المنهجية لتصميماتها التجريبية والمبررات النظرية لتقنيات التحليل الإحصائي الخاصة بها قبل جمع البيانات أو تحليلها) كجزء من مبادرة نظمها مركز العلوم المفتوحة ردًا على المخاوف بشأن تحيز النشر والاختراق. قدر التحليل المبكر لمثل هذه الإصلاحات في دوريات علم النفس أن 61% من الدراسات العمياء عن النتائج أدت إلى نتائج صفرية، على النقيض من ما يقدر بنحو 5 إلى 20% في الأبحاث النفسية السابقة.

### حقول ذات صلة
- النظرية التربوية
- علم النفس التربوي
  - علم نفس المدرسة
- تقانة تعليم
- علم التدريس والتعلم
- البحث في تعليم العلوم

### المجتمعات والمنظمات البحثية التربوية
- مركز معلومات مصادر التعلم
- خدمة الاختبارات التعليمية
- الجمعية الدولية لتقييم التحصيل التربوي

### أخرى
- سات
- الاعتمادات عبر الإنترنت للتعلم